# Maddalena (soundtrack)
Maddalena is de originele soundtrack, gecomponeerd door Ennio Morricone voor de film Maddalena uit 1971 van Jerzy Kawalerowicz. Het album werd uitgebracht in 1971 door General Music.
Ondanks dat het een van Morricone's bekendste stukken bevat, "Chi Mai", wordt een groot deel van de partituur omschreven als meer psychedelisch, met veel percussie, vocalisatie en experimenten.
In 2011 verscheen het album met drie bonustracks door EMI General Music. In 2021 verscheen het album met acht bonustracks, in een geremasterde editie ter ere van het 50-jarig jubileum door Quartet Records.

## Tracklijst
| 1.                 | Come Maddalena        | 9:45 |
| 2.                 | Chi Mai               | 3:34 |
| 3.                 | Una Dona Da Ricordare | 4:15 |
| 4.                 | Pazzia In Cielo       | 9:45 |
| 5.                 | Erotico Mistico       | 9:45 |
| Totale duur: 37:05 |                       |      |

| 1.                 | Come Maddalena                                 | 9:12 |
| 2.                 | Chi Mai                                        | 3:35 |
| 3.                 | Una Dona Da Ricordare                          | 4:18 |
| 4.                 | Pazzia In Cielo                                | 9:48 |
| 5.                 | Erotico Mistico                                | 9:48 |
| 6.                 | Chi Mai (English Version) – feat. Lisa Gastoni | 3:27 |
| 7.                 | Erotico Mistico (Alternate Version)            | 8:25 |
| 8.                 | Come Maddalena (Reprise)                       | 9:18 |
| Totale duur: 57:51 |                                                |      |

| 1.                 | Come Maddalena                                         | 9:15 |
| 2.                 | Chi Mai                                                | 3:33 |
| 3.                 | Una Dona Da Ricordare                                  | 4:16 |
| 4.                 | Pazzia In Cielo                                        | 9:48 |
| 5.                 | Erotico Mistico                                        | 9:49 |
| 6.                 | Chi Mai (Versione Singolo)                             | 3:26 |
| 7.                 | Pazzia In Cielo (#2)                                   | 9:48 |
| 8.                 | Erotico Mistico (#2)                                   | 8:19 |
| 9.                 | Chi Mai (Vocal – Italian Version) – feat. Lisa Gastoni | 3:24 |
| 10.                | Chi Mai (Vocal – French Version) – feat. Lisa Gastoni  | 3:24 |
| 11.                | Chi Mai (Vocal – English Version) – feat. Lisa Gastoni | 3:24 |
| 12.                | Maddalena (Intermezzo Per Pianoforte)                  | 2:47 |
| 13.                | Come Maddalena (12” Maxi Disco 78)                     | 6:37 |
| Totale duur: 77:50 |                                                        |      |

## Personeel
- Renata Cortiglioni – zang
- Edda Dell'Orso – zang
- Bruno Nicolai – dirigent en orgel
- Vincenzo Restuccia – percussie

## Hitnoteringen

### NPO Klassiek Filmmuziek Top 200
| Als Chi Mai (Professionel, Maddalena) in de NPO Klassiek Filmmuziek Top 200 | Als Chi Mai (Professionel, Maddalena) in de NPO Klassiek Filmmuziek Top 200 | Als Chi Mai (Professionel, Maddalena) in de NPO Klassiek Filmmuziek Top 200 | Als Chi Mai (Professionel, Maddalena) in de NPO Klassiek Filmmuziek Top 200 |
| Jaar                                                                        | 2023                                                                        | 2024                                                                        | 2025                                                                        |
| --------------------------------------------------------------------------- | --------------------------------------------------------------------------- | --------------------------------------------------------------------------- | --------------------------------------------------------------------------- |
| Positie                                                                     | 77                                                                          | 71                                                                          | 138                                                                         |